# Sant’Angelo in Lizzola

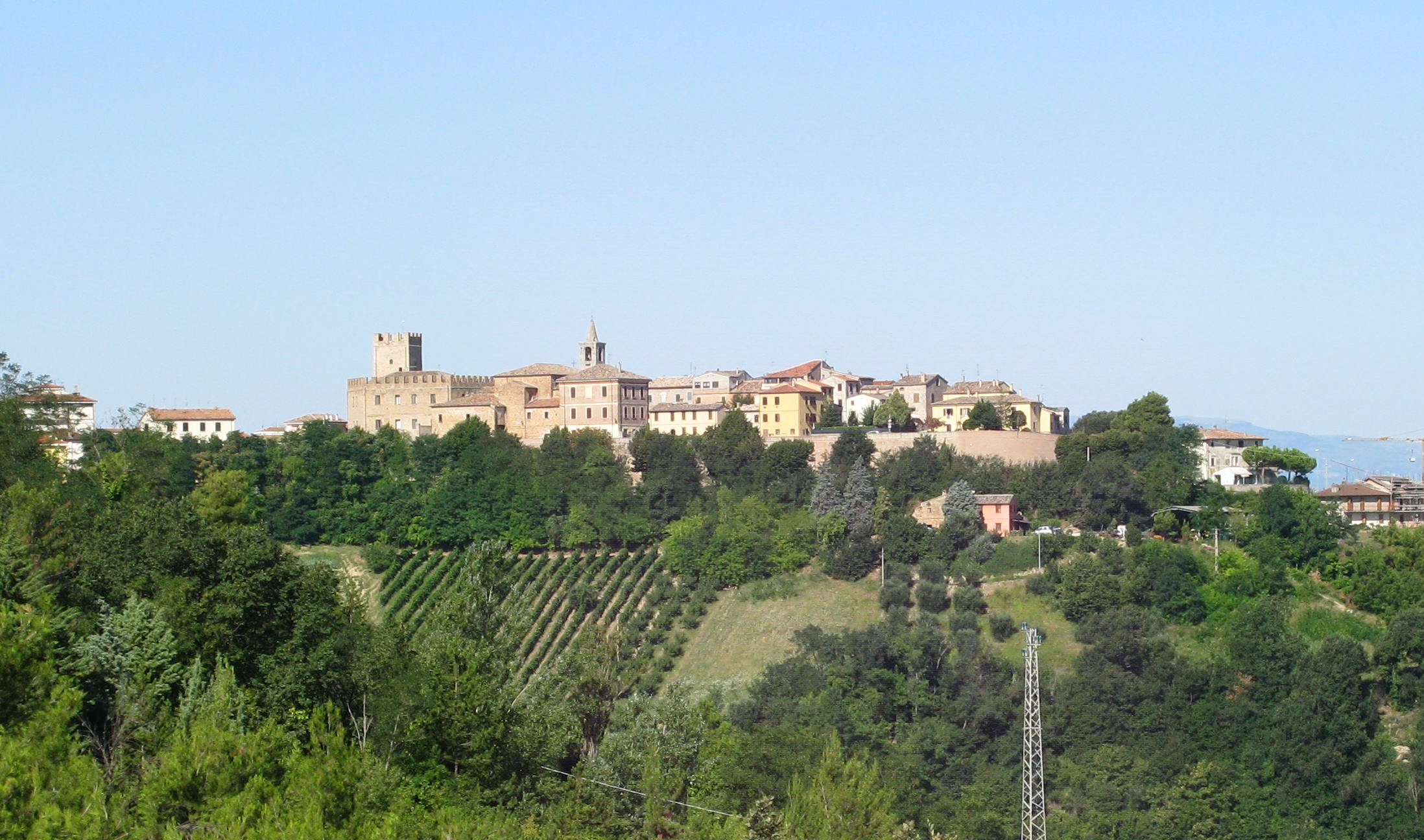
Panorama von Sant’Angelo in Lizzola

Sant’Angelo in Lizzola (im örtlichen Dialekt: Sant’Angële) ist ein Ort in der Gemeinde Vallefoglia und war bis 2014 eine selbständige Gemeinde (comune) in der italienischen Provinz Pesaro und Urbino in den Marken. Sant’Angelo in Lizzola liegt etwa 12,5 Kilometer südwestlich von Pesaro auf einer Höhe von 312 m. s. l. m. Durch die Fraktion Montecchio fließt der Foglia. Ortsheiliger ist Erzengel Michael.

## Geschichte
Um 1000 nach Christus wurden die Kastelle Monte Sant’Angelo und Lizzola zusammengelegt. 1389 erfolgte der Anschluss des Ortsteils Montecchio. Im 15. Jahrhundert fiel die Gemeinde unter die Herrschaft der Sforza aus Pesaro.
Die Gemeinde Sant’Angelo in Lizzola schloss sich am 1. Januar 2014 mit Colbordolo zur neuen Gemeinde Vallefoglia zusammen. Sie hatte am 31. Dezember 2013 8815 Einwohner auf einer Fläche von 11,8 km². Die Gemeinde grenzte unmittelbar an die Provinz Rimini. Nachbargemeinden waren Colbordolo, Monteciccardo, Montegridolfo (RN), Montelabbate, Pesaro und Tavullia.

## Persönlichkeiten
- Giovanni Branca (1571–1645), Architekt
- Memè Perlini (1947–2017), Schauspieler, Regisseur und Autor